# شرکت ملی نفت فلات قاره چین
شرکت ملی نفت فلات قاره چین (به انگلیسی: China National Offshore Oil Corporation) شرکت نفت و گاز چینی است. (چینی : 中国海洋石油总公司) این شرکت سومین شرکت بزرگ نفتی در چین، پس از شرکت ملی نفت چین (مالک پتروچاینا) و شرکت پتروشیمی چین (مالک ساینوپک) می‌باشد.
تمرکز شرکت ملی نفت فلات قاره چین در زمینه بهره‌برداری، اکتشاف و توسعه مخازن نفت خام و گاز طبیعی در میادین فراساحلی چین می‌باشد. سهام شرکت نفت فلات قاره چین به‌طور کامل متعلق به دولت چین است. انجام امور حقوقی و مدیریتی آن برعهده کمیسیون نظارت بر دارایی‌های دولتی و شورای امور خارجه (ساساک) می‌باشد.
یکی از شرکت‌های تابعه این گروه، شرکت سی‌ان‌اواوسی CNOOC است، که بخشی از سهام آن در بازار بورس اوراق بهادار هنگ کنگ معامله می‌شود. از دیگر شرکت‌های تابعه آن می‌توان به شرکت خدمات نفتی چین (به‌اختصار سی‌اواس‌ال) اشاره نمود، که بخشی از سهام آن نیز در بازارهای بورس اوراق بهادار هنگ کنگ و بورس نیویورک معامله می‌شود.